# Свети брак
Свети брак или хијерогамија (грч. ἱερὸς γάμος /Хијерос Гамос/) појам је који пре свега означава теогамију (божанску свадбу).
Код Сумераца и Вавилонаца постојао је годишњи обред у којем је изабрана свештеница, репрезентујући богињу, демонстрирала, каткад и јавно, полни однос са тамошњим владарем, који је у овом случају репрезентовао бога.
Како истиче Џејмс Џорџ Фрејзер (енгл. James George Frazer), шкотски социјални антрополог, у Вавилону се својевремено уздизало над градом импозантно Белово светилиште у облику осмостепене пирамиде. На самом врху се налазио храм, а унутар њега величанствено драпирана постеља са тапацираним јастучићима покрај које је стајао златни ноћни сточић. Храм није смео бити украшен никаквом сликом, нити је њиме иједно људско биће могло да се креће у вечерњим часовима, изузев једне жене коју је, према халдејским свештеницима, одабрао сâм бог међу свим смртницама из Вавилона. Наводно, божанство је сваке ноћи посећивало храм, обитавајући у њему током ноћи; а одабраници није било допуштено да се упушта у икакве односе са смртницима. Попут ње, наставља Фрејзер, и Амоновој одабраници из Тебе је било речено да се не сме предавати обичним људима, а и њој је била наметнута обавеза да почива са својим богом. У египатским изворима често је наводе као „божанску одабраницу“, а обично се ради о особи која је нико други но сама египатска краљица. Јер, према веровању старих Египћана, престолонаследника је у ствари зачео сâм Амон, који је привремено узео лик тренутног краља, и тако прерушен се обрео с краљицом у краљевској ложници. Што се пак тиче божанског рађања, оно је представљено у виду резбарија и цртежа на зидовима два највећа египатска храма у Египту, оном из Деир ел-Бахарија и оном из Луксора, а натписи уз сцене без сумње указују о чему је реч.
И у грчкој митологији свети брак је играо неку улогу. Свадбе између Зевса и Хере, Диониса и базилине, супруге архонта базилеуса, симболизују сједињење (Оца) Неба и (Мајке) Земље. Примера ради, Зевс и његова супруга имали су полни сношај на планини Иди, за време којег су били обавијени златним облаком преко којег је Земља оплођена. Међутим, од тог мита није преостао никакав ритуал, сем празника Теогамије са свадбеном поворком, у којој су ношене одговарајуће дрвене фигуре.
Ликовне представе хијерогамије могу се наћи на вазним сликама на којима су представљене у виду свадби. Ради њиховог илустровања, Фридрих Готлиб Велкер (1784—1868), немачки класични филолог и археолог, подсећа на један опис из Аристофанових Птицâ, у којем је један љубавни пар приказан на колима, док Ерос како држи узде. Такође, уз то Велкер додаје да је и Епихарм правио од хијерогамијâ комедије, као и Алкеј из Митилене, али и многи други атички комедиографи.